# Хапъярви
Хапъярви — пресноводное озеро на территории Юшкозерского сельского поселения Калевальского района Республики Карелии.

## Общие сведения
Площадь озера — 9,6 км², площадь водосборного бассейна — 11700 км². Располагается на высоте 90,4 метров над уровнем моря.
Форма озера лопастная, продолговатая: оно вытянуто с северо-запада на юго-восток. Берега изрезанные, каменисто-песчаные, местами заболоченные.
Через озеро протекает река Кемь.
В более двух десятков безымянных островов различной площади, однако их количество может варьироваться в зависимости от уровня воды.
Вдоль северо-восточного берега озера проходит автодорога местного значения.
Код объекта в государственном водном реестре — 02020000811102000004982.